# تارمو کوتس
تارمو کوتس (استونیایی: Tarmo Kõuts؛ زادهٔ ۲۷ نوامبر ۱۹۵۳) دریاسالار و نماینده سابق مجلس اهل استونی است. وی از سال ۲۰۰۰ تا ۲۰۰۶ فرمانده نیروهای دفاعی استونی بوده است.
همچنین برندهٔ جوایزی همچون نشان شایستگی جمهوری ایتالیا و نشان شیر فنلاند شده‌است.